# Brod (Foča)
Brod (v srbské cyrilici Брод) je osídlené místo, dříve samostatná obec, která spadá pod město Foča ve východní Bosně a Hercegovině. Obec byla též známá pod názvem Brod na Drini/Брод на Дрини, pro odlišení od řady dalších sídel obdobného názvu v regionu. Nachází se v blízkosti města Foča na břehu řeky Drina (3 km západně), při ústí potoka Bistrica.
Původní malá obec se rozrostla díky vzniku továrny na výrobky ze dřeva státního podniku Maglić. Okolo průmyslové zóny, která se nachází v meandru řeky Driny, vznikly bytové domy pro dělníky továrny. Podnik zaměstnával až 6000 lidí. Firma se po konfliktu v Bosně a Hercegovině v 90. letech dostala do problémů a areál se snaží město využít. Vlivem ekonomických změn, i války počet obyvatel obce v poslední době klesal. Zatímco ještě v roce 1971 žilo v Brodu dle jugoslávského sčítání lidu 1065 lidí, roku 1991 to bylo jen 600 a v roce 2013 403 osob.